# Cerkiew Wprowadzenia Matki Bożej do Świątyni w Moskwie (Basmannyj)
Cerkiew Wprowadzenia Matki Bożej do Świątyni – prawosławna cerkiew w Moskwie, w rejonie Basmannym, w strukturach dekanatu Objawienia Pańskiego eparchii moskiewskiej miejskiej Rosyjskiego Kościoła Prawosławnego. Przy cerkwi działa przedstawicielstwo Mołdawskiego Kościoła Prawosławnego.

## Historia
Pierwsze informacje o cerkwi Wprowadzenia Matki Bożej do Świątyni położonej w miejscu obecnej pochodzą z XVII w. W latach 60. tegoż stulecia była to jedna z dwóch świątyń w miejscowej słobodzie, działała przy niej szkoła podstawowa ufundowana przez proboszcza cerkwi I. Fokina. Była to budowla drewniana, z drugim ołtarzem św. Longina Setnika.
Nową świątynię na miejscu starszej zbudowano w latach 1688–1701 w stylu baroku naryszkinowskiego. W 1698 wyświęcony został boczny ołtarz św. Longina, trzy lata później – ołtarz główny, wtedy też do wnętrza wstawiono barokowy ikonostas. Już po zakończeniu prac nad główną bryłą budynku do cerkwi dostawiono dzwonnicę. W 1851 ikonostas został pozłocony.
Cerkiew pozostała czynna do 1932, gdy została na polecenie władz radzieckich zamknięta i zaadaptowana na kwatery dla robotników budowlanych. W 1932 komitet obwodowy zdecydował o rozbiórce świątyni w celu wzniesienia na jej miejscu nowego domu mieszkalnego. Z cerkwi wyniesiono wówczas XVII-wieczne ikony z cyklu pasyjnego, przedstawiające modlitwę Chrystusa w Ogrójcu, Biczowanie, Chrystusa przed Piłatem, Chrystusa przed ludem, Koronowanie cierniem, Niesienie krzyża, Przybicie do krzyża, Ukrzyżowanie, Zdjęcie z krzyża, Złożenie do grobu, jak również XVIII-wieczne ikony świąteczne (Przemienienia Pańskiego, Zwiastowania, Spotkania Pańskiego, Chrztu Pańskiego, Wjazdu do Jerozolimy, Zmartwychwstania) i XVIII-wieczną kopię ikony Matki Bożej „Zmiękczenie Złych Serc”. Ostatni z wizerunków znalazł się w galerii urządzonej w Monasterze Nowodziewiczym, pozostałe – w Galerii Tretiakowskiej. Nie jest jasne, dlaczego od projektu rozbiórki cerkwi ostatecznie odstąpiono. Po II wojnie światowej w obiekcie mieściła się fabryka wyrobów elektrycznych, a następnie warsztaty konserwacji wyrobów metalowych. W latach 70. XX wieku budynek został odremontowany. W 1983 na dzwonnicy cerkiewnej ustawiono krzyż, ponownie ustawiono również kopułki nad bocznymi ołtarzami.
W 1993 obiekt został zwrócony Rosyjskiemu Kościołowi Prawosławnemu.
Rozporządzeniem patriarchy moskiewskiego i całej Rusi Cyryla, od 1 września 2015 przy cerkwi działa przedstawicielstwo Mołdawskiego Kościoła Prawosławnego. Honorowym proboszczem miejscowej parafii został metropolita kiszyniowski i całej Mołdawii Włodzimierz.